# Індексі
Індексі - боснійська та колишня югославська рок-група, популярна в Югославії.

## Історія групи
Група утворилася в 1962 році в Сараєво, Боснія і Герцеговина, і розпалась у 2001 році, коли помер співак Даворін Попович. Назва походить від "Indeks", який був журналом оцінки учнів. Учасники групи почали з виготовлення інструментальних обкладинок популярних хітів. Вони були відомі як "Піонери психоделічного року", і їх надихали групи " Бітлз", " Так" і "Вгадай, хто". Деякі найвизначніших пісень групи- "Svijet u kome živim" та "Negdje u kraju, u zatišju" на слова Желіміра Альтарака Чічкака, "Plima", "Sve ove godine", "Sanjam" та "Bacila je sve niz rijeku", згодом були виконані багатьма іншими колишніми югославськими групами.

## Склад

### Останнє відоме членство
- Даворін Попович, співак
- Слободан Ковачевич, гітара
- Сінан Аліманович, клавішний орган
- Фадій Педжич, бас
- Ранко Ріхтман, фортепіано, клавішні інструменти
- Дорде Кізич, барабани та перкусії

Після створення групи були проведені різні ротації барабанщиків та клавішників.

## Дискографія

### Студійні альбоми
| Заголовок      | Звільнений |
| -------------- | ---------- |
| Індексі        | 1972 рік   |
| Модра ріка     | 1978 рік   |
| Камені квітові | 1999 рік   |

### ОЗ та сингли
| Заголовок                         | Звільнений |
| --------------------------------- | ---------- |
| "Седам велиманствених"            | 1964 рік   |
| "Наше Доба"                       | 1967 рік   |
| "Не хочу твою любов"              | 1969 рік   |
| "Світ у якому живі"               | 1971 рік   |
| "Sve ove godine"                  | 1972 рік   |
| "Санджам"                         | 1972 рік   |
| "Пліма"                           | 1972 рік   |
| "Predaj se srce"                  | 1973 рік   |
| "Jedina moja"                     | 1973 рік   |
| "Samo su ruže znale"              | 1974 рік   |
| "Погрешанський номер"             | 1974 рік   |
| "Дідн-да-да"                      | 1974 рік   |
| "Волім те"                        | 1975 рік   |
| "Обала пуста, обала vrela"        | 1975 рік   |
| "Ти си ми була в усьому най, най" | 1975 рік   |
| "Путові"                          | 1976 рік   |
| "I mi i nas dvoje"                | 1976 рік   |
| "Само один раз"                   | 1977 рік   |
| "У одному плавім очіма"           | 1977 рік   |
| "Voljela je Sjaj u travi "        | 1977 рік   |
| "Іспімо золотий пехар"            | 1978 рік   |
| "Позові мене на кафу"             | 1978 рік   |
| "Živjela Jugoslavija"             | 1979 рік   |
| "310 poljubaca"                   | 1979 рік   |
| "Її очі, усне, руки"              | 1980 рік   |
| "Бетонська брана"                 | 1981 рік   |
| "Поздраві Соню"                   | 1983 рік   |
| "U inat godinama"                 | 2006 рік   |

### Альбоми
| Заголовок                               | Звільнений |
| --------------------------------------- | ---------- |
| Останній концерт у Сараєво              | 2002 рік   |
| The Best Of Indexi: Live Tour 1998/1999 | 2009 рік   |

### Компіляції
- Пружам руки (1967)
- Jutro will change sve (1968)
- Krivac si ti (1972)
- Indexi (1977)
- Ретроспектива (1979)
- Sve ove godine (1986)
- Best of Indexi 1962–2001 2 компіляції CD (2001)

ПРИМІТКА . У період з 1981 по 1996 рік було видано велику кількість збірок